# Mesoikopleura gyroceanis
Mesoikopleura gyroceanis är en ryggsträngsdjursart som beskrevs av Fenaux 1993. Mesoikopleura gyroceanis ingår i släktet Mesoikopleura och familjen lysgroddar. Inga underarter finns listade i Catalogue of Life.